# Смирнівська сільська рада
Сми́рнівська сільська́ ра́да — адміністративно-територіальна одиниця та орган місцевого самоврядування в Лозівському районі Харківської області. Адміністративний центр — село Смирнівка.

## Загальні відомості
Смирнівська сільська рада утворена в 1920 році.
- Територія ради: 40,839 км²
- Населення ради: 1 423 особи (станом на 2001 рік)
- Територією ради протікає річка Бритай.

## Населені пункти
Сільській раді підпорядковані населені пункти:
- с. Смирнівка
- с. Веселе

## Склад ради
Рада складається з 16 депутатів та голови.
- Голова ради: Хобта Олександр Георгійович

### Керівний склад попередніх скликань
| Прізвище, ім'я, по батькові | Основні відомості                                                                | Дата обрання | Дата звільнення |
| --------------------------- | -------------------------------------------------------------------------------- | ------------ | --------------- |
| Кривогуз Алла Володимирівна | Сільський голова, 1968 року народження, освіта вища, член Народної партії        | 26.03.2006   | 31.10.2010      |
| Кривогуз Алла Володимирівна | Сільський голова, 1968 року народження, освіта вища, член Народної партії        | 31.10.2010   | 25.10.2015      |
| Хобта Олександр Георгійович | Сільський голова, 1971 року народження, освіта професійно-технічна, безпартійний | 25.10.2015   |                 |

Примітка: таблиця складена за даними сайту Верховної Ради України та ЦВК

### Депутати VII скликання
За результатами місцевих виборів 2015 року депутатами ради стали:

#### За суб'єктами висування
| Суб'єкт висування                          | Кількість обраних депутатів | %     |
| ------------------------------------------ | --------------------------- | ----- |
| Самовисування                              | 13                          | 92.86 |
| Партія Блок Петра Порошенка «Солідарність» | 1                           | 7.14  |

#### За округами
| № округу | Прізвище, ім'я, по батькові   | Ким висунуто                                | Дата нар.  | Освіта             | Партійна приналежність                           | Відомості                                                |
| -------- | ----------------------------- | ------------------------------------------- | ---------- | ------------------ | ------------------------------------------------ | -------------------------------------------------------- |
| 1        | Гичко Ігор Володимирович      | Самовисування                               | 04.10.1967 | середня спеціальна | безпартійний                                     | ФОП                                                      |
| 2        | Заболотня Наталія Василівна   | Самовисування                               | 23.10.1977 | середня спеціальна | безпартійна                                      | Смирнівський НВК, вихователь                             |
| 3        | Педченко Максим Дмитрович     | Самовисування                               | 17.08.1982 | середня спеціальна | безпартійний                                     | Тимчасово безробітний                                    |
| 4        | Щолокова Надія Миколаївна     | Самовисування                               | 13.05.1960 | середня спеціальна | безпартійна                                      | Тимчасово безробітна                                     |
| 5        | Хобта Ірина Вікторівна        | ПАРТІЯ "БЛОК ПЕТРА ПОРОШЕНКА «СОЛІДАРНІСТЬ» | 07.02.1971 | середня спеціальна | член ПАРТІЇ "БЛОК ПЕТРА ПОРОШЕНКА «СОЛІДАРНІСТЬ» | Смирнівська сільська рада, секретар виконавчого комітету |
| 6        | Бумаченко Олена Федорівна     | Самовисування                               | 23.02.1961 | середня спеціальна | безпартійна                                      | Смирнівська сільська рада, спеціаліст 2-ї категоіфї      |
| 7        | Пішта Микола Васильович       | Самовисування                               | 19.12.1980 | середня спеціальна | безпартійний                                     | ФОП                                                      |
| 8        | Міняйленко Ніна Володимирівна | Самовисування                               | 29.09.1958 | середня спеціальна | безпартійна                                      | Смирнівське споживче товариство, головний бухгалтер      |
| 9        | Харченко Олена Олександрівна  | Самовисування                               | 19.05.1984 | вища               | безпартійна                                      | Шатівський НВК, вчитель поч. класів                      |
| 10       | Гамора Марина Анатоліївна     | Самовисування                               | 24.12.1980 | середня спеціальна | безпартійна                                      | Лозівська ЦРЛ, мол. м/с акушерка                         |
| 11       | Жданей Ольга Володимирівна    | Самовисування                               | 29.05.1965 | вища               | безпартійна                                      | Смирнівський НВК, директор                               |
| 12       | Вучкан Тетяна Миколаївна      | Самовисування                               | 13.11.1970 | загальна середня   | безпартійна                                      | ТОВ Лозівський молоч. завод, заготівельник молока        |
| 13       | Костенко Наталія Юріївна      | Самовисування                               | 01.08.1978 | середня спеціальна | безпартійна                                      | Лозівська ЦРЛ, акушерка                                  |
| 14       | Імамвердієв Іман Талиш Огли   | Самовисування                               | 01.07.1965 | середня спеціальна | безпартійний                                     | ФОП, голова ФГ «Вікторія»                                |

### Депутати VI скликання
За результатами місцевих виборів 2010 року депутатами ради стали:

#### За суб'єктами висування
| Суб'єкт висування                         | Кількість обраних депутатів | %    |
| ----------------------------------------- | --------------------------- | ---- |
| Самовисування                             | 7                           | 43,8 |
| Партія промисловців і підприємців України | 3                           | 18,8 |
| Партія регіонів                           | 3                           | 18,8 |
| Народна партія                            | 2                           | 12,5 |
| Соціалістична партія України              | 1                           | 6,3  |

#### За округами
| № округу                                  | Прізвище, ім'я, по батькові     | Дата визнання обраним | Освіта             | Партійна приналежність                         | Відомості про обраного депутата               |
| ----------------------------------------- | ------------------------------- | --------------------- | ------------------ | ---------------------------------------------- | --------------------------------------------- |
| Народна Партія                            |                                 |                       |                    |                                                |                                               |
| 6                                         | Хобта Ірина Вікторівна          | 02.11.2010            | середня            | позапартійна                                   | Смирнівська сільська рада, спеціаліст         |
| 10                                        | Лисенко Олександр Володимирович | 02.11.2010            | середня            | позапартійний                                  | приватний підприємець                         |
| Партія промисловців і підприємців України |                                 |                       |                    |                                                |                                               |
| 1                                         | Гичко Ігор Володимирович        | 02.11.2010            | середня            | позапартійний                                  | приватний підприємець                         |
| 7                                         | Колос Вікторія Михайлівна       | 02.11.2010            | середня            | позапартійна                                   | тимчасово не працює                           |
| 12                                        | Курган Любов Василівна          | 09.01.2011            | середня            | член Партії промисловців і підприємців України | пенсіонер                                     |
| Партія регіонів                           |                                 |                       |                    |                                                |                                               |
| 3                                         | Харитонова Раїса Олексіївна     | 02.11.2010            | середня спеціальна | позапартійна                                   | Смирнівська сільська рада, секретар           |
| 5                                         | Рябуха Олександр Михайлович     | 02.11.2010            | середня            | позапартійний                                  | тимчасово не працює                           |
| 16                                        | Коваленко Інна Володимирівна    | 02.11.2010            | середня            | позапартійна                                   | Смирнівський ВПЗ, листоноша                   |
| Соціалістична партія України              |                                 |                       |                    |                                                |                                               |
| 4                                         | Мороз Алла Олександрівна        | 02.11.2010            | середня            | позапартійна                                   | Смирнівська бібліотека                        |
| Самовисування                             |                                 |                       |                    |                                                |                                               |
| 2                                         | Тернова Тетяна Іванівна         | 02.11.2010            | середня спеціальна | позапартійна                                   | Смирнівська сільська рада, головний бухгалтер |
| 8                                         | Хобта Олександр Георгійович     | 02.11.2010            | середня            | позапартійний                                  | ЛРУ МНС, водій                                |
| 9                                         | Бойко Микола Павлович           | 02.11.2010            | вища               | позапартійний                                  | приватний підприємець                         |
| 11                                        | Жданєй Ольга Володимирівна      | 02.11.2010            | вища               | позапартійна                                   | Смирнівський НВК, директор                    |
| 13                                        | Ковальський Ян Григорович       | 02.11.2010            | середня спеціальна | член Партії регіонів                           | приватний підприємець                         |
| 14                                        | Хобта Аркадій Федорович         | 02.11.2010            | середня спеціальна | член Партії регіонів                           | АК «Харківобленерго», електро-монтер          |
| 15                                        | Імамвердієв Іман Талиш          | 02.11.2010            | середня спеціальна | позапартійний                                  | ФГ "Вікторія ", голова                        |